# 待ちぼうけ (サクラメリーメンの曲)
「待ちぼうけ」は、サクラメリーメンが2008年4月2日にリリースした、6枚目のマキシシングルである。

## 概要
- 佐久間正英をプロデューサーに迎えた第2作。
- 「君のカケラ」と同じく4曲収録のシングル。

## 収録曲
1. 待ちぼうけ
シンデレラコンプレックスに縛られる男の物語が詞になっている。サビをファルセットで歌っており、後ろでロボットボイスが鳴っている。
2. 遊歩道
3. 心
絵本のような曲を作りたいと思い、作った曲。
4. JOURNEY(じゃあね)〜live ver.〜
1stアルバム「ロングロード・オデッセイ」より4曲目「JOURNEY(じゃあね)」のライブバージョン。

## 収録アルバム
- 2ndアルバム「呼吸」(#1)

## タイアップ
- TVKテレビ「音楽缶＃」オープニング&エンディングテーマソング (#1)
- UX新潟テレビ21「音楽と髭」エンディングテーマソング (#1)